# نصار نصار
نصار نصار (عربی: نصار محمود نصار؛ زادهٔ ۱ ژانویهٔ ۱۹۹۲) بازیکن فوتبال اهل لبنان است.
از باشگاه‌هایی که در آن بازی کرده‌است می‌توان به باشگاه فوتبال الانصار لبنان اشاره کرد.
وی همچنین در تیم ملی فوتبال لبنان بازی کرده‌است.